# 孤高のストレンジャー
『孤高のストレンジャー』（原題：Stranger in Us All）は、リッチー・ブラックモア率いるハードロック・バンドのレインボーが1995年に発表したスタジオ・アルバム。『ストリート・オブ・ドリームス』（1983年）以来の新作で、ブラックモアと新しいメンバーによって製作された。

## 解説

### 経緯
ブラックモアは1993年11月にディープ・パープルを再び脱退して、ソロ・プロジェクトに着手した。バンド名は当初の発表ではムーン（Moon）だったが、レインボー・ムーン（Rainbow Moon）に変更され、最終的にはレコード会社によってレインボーに決められた。
新生レインボーにはミッドナイト・ブルーやプレイング・マンティスで活動したドゥギー・ホワイトがボーカリストとして参加。彼は最初の2日間のリハーサルでブラックモアと新作3曲を共作したという。他にポール・モリス（キーボード）、グレッグ・スミス（ベース）、ジョン・オライリィ（ドラムス）がメンバーに迎えられた。

### 内容
後にブラックモアとブラックモアズ・ナイトを結成するキャンディス・ナイトが、バックグラウンド・ボーカルを担当し、4曲をブラックモアらと共作した。
「ホール・オブ・ザ・マウンテン・キング」はエドヴァルド・グリーグの『ペール・ギュント』の「山の魔王の宮殿にて」を編曲したもの。「スティル・アイム・サッド」はヤードバーズが1965年に発表した楽曲のカヴァーで、レインボーが取り上げるのはデビュー・アルバム『銀嶺の覇者』（1975年）に続いて2度目だった。

## 反響・評価
本作は英米では大きな成功を収められなかったが、ヨーロッパの一部の国や日本では大ヒットを記録。フィンランドのアルバム・チャートでは6位に達し、6週連続でトップ40入りした。日本ではオリコンチャートで7位に達し、1995年9月度に日本レコード協会によってゴールド・アルバムに認定された。スウェーデンでは2週連続で8位となり、レインボーのアルバムとしては4作目のトップ10ヒットとなった。
ブレット・アダムスはオールミュージックにおいて5点満点中3点を付け、「ホワイトは真っ当で極めて有能なハードロック・ボーカリストだが、ロニー・ジェイムス・ディオ、グラハム・ボネット、ジョー・リン・ターナーほど突出していない」と評した。ただし彼は「ハンティング・ヒューマンズ（インセイシャブル）」と「ブラック・マスカレード」を「かつてのレインボーのエネルギー、ドラマ、ダイナミクスを再現しているという意味で突出した2曲」と評した。

## 収録曲
特記なき楽曲はリッチー・ブラックモアとドゥギー・ホワイトの共作。
1. ウルフ・トゥ・ザ・ムーン - "Wolf to the Moon" (Ritchie Blackmore, Doogie White, Candice Night) – 4:16
2. コールド・ハーテッド・ウーマン - "Cold Hearted Woman" – 4:31
3. ハンティング・ヒューマンズ（インセイシャブル） - "Hunting Humans (Insatiable)" – 5:45
4. スタンド・アンド・ファイト - "Stand and Fight" – 5:22
5. アリエル - "Ariel" (R. Blackmore, C. Night) – 5:39
6. トゥー・レイト・フォー・ティアーズ - "Too Late for Tears" (R. Blackmore, D. White, Pat Regan) – 4:56
7. ブラック・マスカレード - "Black Masquerade" (R. Blackmore, Paul Morris, D. White, C. Night) – 5:35
8. サイレンス - "Silence" – 4:04
9. ホール・オブ・ザ・マウンテン・キング - "Hall of the Mountain King" (Edvard Grieg, C. Night / arr. by R. Blackmore) – 5:34
10. スティル・アイム・サッド - "Still I'm Sad" (Paul Samwell-Smith, Jim McCarty) – 5:22

### 日本盤ボーナス・トラック
1. エモーショナル・クライム - "Emotional Crime" (R. Blackmore, D. White, P. Regan) – 3:50

## 参加ミュージシャン
- リッチー・ブラックモア - ギター
- ドゥギー・ホワイト - ボーカル、バックグラウンド・ボーカル
- ポール・モリス - キーボード
- グレッグ・スミス - ベース、バックグラウンド・ボーカル
- ジョン・オライリィ - ドラムス

アディショナル・ミュージシャン
- キャンディス・ナイト - バックグラウンド・ボーカル
- ミッチ・ワイス - ハーモニカ